# Cestius melaleucae
Cestius melaleucae är en insektsart som beskrevs av George Willis Kirkaldy 1907. Cestius melaleucae ingår i släktet Cestius och familjen dvärgstritar. Inga underarter finns listade i Catalogue of Life.